# خالد حسامی
خالد حسامی (۱۹۲۷ بوکان - ۲۷ اکتبر ۲۰۱۶ در اربیل کردستان عراق) متخلص به هیدی، شاعر و نویسنده برجسته کُرد است.

## زندگی
استاد هیدی در سال ۱۹۲۷ در روستای شیخالی که در شهرستان بوکان قرار دارد، متولد شد. حسامی (هیدی) در غزل‌سرایی صاحب سبک است و مجموعه‌ای از اشعار وی به نام «کاروان خیال» چاپ شده است. او قبل از انقلاب در رادیو کُردی کرمانشاه فعالیت می‌کرد و بعدها به کشورهای همسایه ایران مهاجرت نمود. استاد هیدی در سن ۸۸ سالگی درگذشت و پیکر او روز جمعه ۷ آبان ۱۳۹۵ در شهر اربیل تشیع شد.